# Kostarický colón
Kostarický colón (španělsky colón costarricense, množné číslo colónes) je zákonné platidlo středoamerického státu Kostarika. Jeho ISO 4217 kód je CRC. Jeden colón sestává ze 100 céntimos (v oběhu se ale žádné mince céntimos nevyskytují). Svůj název nese kostarická měna po Kryštofu Kolumbu (španělsky Cristóbal Colón). Kostarický colón se do oběhu dostal v roce 1896, kdy nahradil do té doby používané kostarické peso. 

## Mince a bankovky
Všechny mince colónu mají jednotný vzhled: na lícní straně je vyobrazen kostarický státní znak, nápis „REPÚBLICA DE COSTA RICA“ a rok ražby mince. Rubová strana obsahuje v horní části číslici nominální hodnoty a uprostřed slovo „colónes“, dolní polovinu mince zaplňují dvě větvičky kávovníku a písmena B.C.C.R. (Banco Cental de Costa Rica). Nominální hodnoty mincí jsou 5, 10, 20, 25, 50, 100 a 500 colónes. Bankovky mají hodnoty 1 000, 2 000, 5 000, 10 000, 20 000 a 50 000 colónes.